# Acalypha rapensis
Acalypha rapensis är en törelväxtart som beskrevs av Forest Buffen Harkness Brown. Acalypha rapensis ingår i släktet akalyfor, och familjen törelväxter. Inga underarter finns listade i Catalogue of Life.